# Ян Пузина
Ян Дуклян Маврици Павел Пузина гербу Оґінєц (пол. Jan Duklan Maurycy Paweł Puzyna; 13 вересня 1842, Гвіздець — 8 вересня 1911, Краків) — польський церковний діяч, римо-католицький єпископ, єпископ-помічник львівський (1886—1895), єпископ краківський (1895—1911), кардинал-пресвітер з 1901 року. Внук генерала Юзефа Дверницького.

## Нагороди
- Великий хрест Королівського угорського ордена Святого Стефана (1904)[2]